# Klingerbergpark
Het Klingerbergpark is een park in de wijk Klingerberg in Blerick, een stadsdeel van de Nederlandse gemeente Venlo.
Het park loopt aan de westzijde van de wijk, en loopt in het noorden over in het Wassumpark. Verder wordt het park aan westzijde begrensd door de A73.